# エアにに
『エアにに』は、日本の音楽家・長谷川白紙の1stフルアルバム。2019年11月13日にミュージックマインより発売された。

## 概要
長谷川はSoundCloudやBandcampで作品を発表し続け、2018年に初の全国流通盤『草木萌動』をリリース。作品がリリースされるや否や、多くの音楽メディアに取り上げられ、音楽ファンやミュージシャンからも賞賛の声があがった。満を持してリリースされた本アルバムには、川崎太一朗（トランペット）、石若駿（ドラム）らが参加した楽曲や、姫乃たまへの提供曲セルフカヴァー、過去の人気曲のアルバム・ミックスなどが収録されており、Illicit Tsuboi、zAkらがミックスを手掛けた。
長谷川自身は本作について、「徹底して他者性を追求した作品」「だから自己の発露とかはあんまりないですね」と話している。

## 音楽性
本作の音楽性は、ジャズ、ブレイクビーツ、ドラムンベース、現代音楽をはじめとする膨大な要素を内包するものとなっている。

## 評価と批評
- ミュージック・マガジンの近藤真弥は、「古今東西の様々な音楽/リズム的イディオムのモノマニアックな収集力と、その天才的な再構成力」「暴力と破壊をてなずけて美に収めるオリジナリティ」を称賛した[1]。
- 同誌の編集長・久保太郎は、過剰なまでの超高速ジャズ・サウンドに「ボカロ以降の世代らしさ」を見いだしつつ、「ポップなメロディを歌う優し気なヴォーカルが乗る楽曲自体は特異なものではなく、むしろ20世紀のポピュラー・ミュージックに連なる正統派の音楽家なのではないかと思わせる」と述べた[1]。

## 受賞とノミネート
- 第12回CDショップ大賞2020 入賞[6]
- APPLE VINEGAR -Music Award- ノミネート[7]

## 収録曲
| 全作曲・編曲: 長谷川白紙。 |                    |       |            |      |
| #                          | タイトル           | 作詞  | 作曲・編曲 | 時間 |
| 1.                         | 「あなただけ」     |       | 長谷川白紙 | 4:13 |
| 2.                         | 「o(__*)」         |       | 長谷川白紙 | 4:44 |
| 3.                         | 「怖いところ」     |       | 長谷川白紙 | 1:47 |
| 4.                         | 「砂漠で」         |       | 長谷川白紙 | 3:55 |
| 5.                         | 「風邪山羊」       |       | 長谷川白紙 | 2:56 |
| 6.                         | 「蕊のパーティ」   |       | 長谷川白紙 | 5:38 |
| 7.                         | 「悪魔」           |       | 長谷川白紙 | 6:46 |
| 8.                         | 「いつくしい日々」 |       | 長谷川白紙 | 7:12 |
| 9.                         | 「山が見える」     |       | 長谷川白紙 | 4:04 |
| 10.                        | 「ニュートラル」   |       | 長谷川白紙 | 3:35 |
| 合計時間:                  | 合計時間:          | 44:54 |            |      |